# Elasmus flavocorpus
Elasmus flavocorpus is een vliesvleugelig insect uit de familie Eulophidae. De wetenschappelijke naam is voor het eerst geldig gepubliceerd in 1984 door Husain & Kudeshia.